# ريك ديس
ريك ديس (بالإنجليزية: Rick Dees)‏ هو دي جيه ومقدم تلفزيوني وممثل أمريكي، ولد في 14 مارس 1950 في جاكسونفيل في الولايات المتحدة.

## وصلات خارجية
- ريك ديس على موقع IMDb (الإنجليزية)
- ريك ديس على موقع الموسوعة البريطانية (الإنجليزية)
- ريك ديس على موقع ميوزك برينز (الإنجليزية)
- ريك ديس على موقع ميوزك برينز (الإنجليزية)
- ريك ديس على موقع أول موفي (الإنجليزية)
- ريك ديس على موقع قاعدة بيانات برودواي على الإنترنت (الإنجليزية)
- ريك ديس على موقع إن إن دي بي (الإنجليزية)
- ريك ديس على موقع ديسكوغز (الإنجليزية)
- ريك ديس على موقع ديسكوغز (الإنجليزية)
- ريك ديس على موقع قاعدة بيانات الفيلم (الإنجليزية)